# Citizen Kane
Citizen Kane (englisch für „Bürger Kane“) ist ein US-amerikanisches Filmdrama des Regisseurs Orson Welles aus dem Jahr 1941. Die Handlung des von RKO produzierten Schwarzweißfilms schildert in Rückblenden das Leben des fiktiven Medienmagnaten Charles Foster Kane, als dessen Vorbild der US-amerikanische Verleger William Randolph Hearst diente.
Bei seiner Erstveröffentlichung war der Film ein Flop und wurde heftig kritisiert. Obwohl Citizen Kane insgesamt für zehn Oscars nominiert war, wurde er bei der Oscarverleihung 1942 lediglich für das beste Originaldrehbuch ausgezeichnet.
Heute gilt er als Meilenstein der Kinogeschichte und als einer der innovativsten und bedeutendsten Filme, die je produziert wurden. Auf der Top-Ten-Liste der Fachzeitschrift Sight & Sound des British Film Institute, die alle zehn Jahre von bekannten Regisseuren und Kritikern gewählt wird, belegte Citizen Kane von 1962 bis 2002 durchgehend den ersten Platz. Das American Film Institute listet Citizen Kane als den besten US-amerikanischen Film aller Zeiten. Auch das französische Filmmagazin Cahiers du cinéma listete Welles’ Film 2008 auf Platz 1 der besten Filme aller Zeiten.
Für seinen ungeschminkten Umgang mit dem Ideal des American Dream gilt der Film auch in Europa als zeitloser Kinoklassiker, der mit den vorherrschenden Konventionen brach und die Erzählweise späterer Werke maßgeblich beeinflusste.

## Handlung
Im Jahr 1941 stirbt der US-amerikanische Zeitungsmagnat Charles Foster Kane einsam auf seinem Privatschloss Xanadu, als er gerade eine gläserne Schneekugel betrachtet. Sein letztes Wort vor dem Tod ist Rosebud (dt.: Rosenknospe).
Es folgt eine Zusammenfassung seiner Biografie im Stil einer Wochenschausendung (News on the March), einzelne Lebensstationen werden beleuchtet. Aus ärmlichen Verhältnissen stammend, baute Kane ein Imperium auf, das aus 37 Zeitungen sowie zahlreichen Verlagen, Firmen und Immobilien bestand. Gezeigt wird ein Mensch, der stets in der Öffentlichkeit gestanden und die Massen polarisiert hat. Die Sendung entpuppt sich als Probeaufführung vor Mitarbeitern der Wochenschau. Doch der Produzent ist der Meinung, dass der richtige Aufhänger noch fehle – etwas, das die Privatperson Kane treffend charakterisiert. Er beauftragt den Reporter Thompson, herauszufinden, was hinter dem letzten Wort von Kane tatsächlich steckt.
Für seine Recherche sucht Thompson verschiedene Personen und Orte auf. Zunächst versucht er, Kanes zweite Ehefrau Susan Alexander, die von ihm getrennt lebt, zu treffen. Die ehemalige Opernsängerin und jetzige Nachtclubtänzerin und Alkoholikerin weigert sich jedoch, mit ihm zu sprechen.
Der Reporter begibt sich dann in das Privatarchiv des längst verstorbenen Bankiers Thatcher, der Kanes Ziehvater war. Aus Tagebüchern erfährt man, dass Kanes Mutter Mary 1871 unerwartet zu Reichtum kam, nachdem ein säumiger Schuldner ihr ein Bergwerk überschrieben hatte, das sich später als Goldmine entpuppte. Sie beschloss, die Erträge aus dieser Mine zur Gänze in die Erziehung und Ausbildung ihres kleinen Sohnes zu investieren, und gab Kane in die Hände seines neuen Vormundes Thatcher. Kane trennte sich nur widerwillig von seinen Eltern, seinen Schlitten ließ er im Schnee zurück. Mit Vollendung seines 25. Lebensjahres erhielt Kane die Verfügungsgewalt über sein mittlerweile umfangreiches Vermögen. Im Gegensatz zu Thatcher interessiert er sich aber nicht für Anlageobjekte wie Goldminen oder Grundstücke. Er will lieber Chefredakteur seiner Zeitung New York Inquirer werden. Kane verwandelt das seriöse Blatt in eine Boulevardzeitung, die nicht nur Klatschmeldungen und Skandalgeschichten abdruckt, sondern auch die Art und Weise anprangert, wie auf der Wall Street Geschäfte gemacht werden. Er diffamiert sogar Unternehmen, an denen er selbst beteiligt ist – sehr zum Missfallen von Thatcher, der Kane wegen seiner linken Gesinnung und seines leichtsinnigen Umgangs mit Geld kritisiert. Thatcher kauft Kane die Zeitung ab, nachdem dieser durch den Schwarzen Donnerstag, der zur Great Depression führte große finanzielle Verluste erlitten hat.
Nach seinem Besuch in Thatchers Archiv sucht Thompson Kanes langjährigen Geschäftsführer und Finanzberater Bernstein auf. Dieser vermutet, dass Rosebud ein Mädchen gewesen sei oder etwas, das Kane entweder verloren oder sich vergeblich gewünscht hat. Bernstein erinnert sich an die Übernahme des Inquirer durch Kane in den späten 1880er-Jahren: Die Umstrukturierung und Neuausrichtung der Zeitung begleitet Kane mit einer Grundsatzerklärung. Darin sichert er zu, er wolle die Bürger- und Menschenrechte seiner Leser verteidigen und eine Zeitung machen, die wahrheitsgetreu und unabhängig von Unternehmerinteressen berichtet. Diese Erklärung wird von Jedediah Leland, Kanes bestem Freund, als „historisches Dokument“ aufbewahrt. Der Inquirer wird in den folgenden Jahren zur auflagenstärksten Zeitung New Yorks. Kane beginnt, antike Statuen zu sammeln, und unternimmt eine mehrmonatige Europareise. Als er zurückkommt, ist er mit Emily Norton verlobt, der Nichte des US-Präsidenten. In dieser Zeit kommt es zu ersten Differenzen zwischen Kane und Leland, unter anderem wegen ihrer gegensätzlichen Haltung zum Spanisch-Amerikanischen Krieg.
Als Nächstes sucht Thompson Kanes langjährigen Freund und ehemaligen Mitschüler Leland auf, der ihn (nach Bernsteins Aussage) am besten gekannt haben soll. Leland ist der Meinung, dass Kane immer nur an sich selbst geglaubt habe und am Ende ohne den Glauben an irgendetwas gestorben sei. Er berichtet von Kanes Familienleben: 1904 wird Kanes Sohn geboren, aber ein harmonisches Familienleben ist mit Kane, der in erster Linie an seiner Arbeit interessiert ist, nicht möglich. Die zunehmende emotionale Distanz der Ehepartner wird durch Frühstückszenen verdeutlicht, die über mehrere Jahre hinweg die Entfremdung der beiden dokumentieren. Dabei sorgen Kanes regelmäßige Attacken auf Emilys Onkel, den Präsidenten der Vereinigten Staaten, zusätzlich für Konflikte, die schließlich dazu führen, dass beide schweigend am Frühstückstisch sitzen und unterschiedliche Zeitungen lesen. 1916 lernt Kane die junge Susan Alexander kennen, Angestellte einer Notenhandlung und Hobby-Sängerin. Sie entwickeln Sympathien füreinander und treffen sich regelmäßig. Es bleibt offen, ob sie eine Affäre haben oder eine platonische Freundschaft führen. Zur gleichen Zeit kandidiert Kane bei der Wahl zum Gouverneur, wobei sich sein Sieg bereits abzeichnet. Aber sein politischer Gegner, Jim Gettys, weiß von den Treffen mit Susan und stellt Kane vor die Wahl: entweder legt er die Kandidatur nieder, oder seine vermeintliche Affäre wird öffentlich gemacht. Da Kane sich weigert, berichten die Zeitungen bereits am nächsten Tag über den Skandal. Die Wahl ist für ihn verloren. Zwei Wochen nachdem Emily sich von ihm hat scheiden lassen, heiratet Kane Susan. Um der talentlosen Sängerin eine Karriere als Opernstar zu ermöglichen, errichtet er ihr in Chicago ein Opernhaus. Leland, inzwischen Theaterkritiker bei Kanes Zeitung und seit Jahren mit Kane zerstritten, wird am Abend nach der Uraufführung von Kane in der Redaktion aufgefunden, wo er betrunken auf seiner Schreibmaschine schläft, in die noch seine halbfertige Kritik eingespannt ist. Kane amüsiert sich über den scharfen Tonfall und schreibt „den Verriss“ so negativ zu Ende, wie Leland ihn begonnen hat, und veröffentlicht die fertige Kritik. Anschließend feuert er Leland. Seine erste Frau Emily und Kanes einziger Sohn sterben zwei Jahre nach der Scheidung durch einen Autounfall.
Thompson besucht Susan Alexander ein zweites Mal. Diesmal berichtet sie ihm von ihrer Karriere als Opernsängerin. Obwohl ihre Stimme sich nicht dafür eignet, will Kane aus ihr einen großen Star machen. Ihr erster Auftritt gerät zum Debakel. Nachdem Kane Leland, wegen der beleidigenden Kritik, entlassen hat, schickt er seinem ehemaligen Freund einen Brief. Darin befindet sich ein zerrissener Scheck über 25.000 Dollar, den ihm Kane als Abfindung hat zukommen lassen, und die Grundsatzerklärung über die journalistischen Werte des Inquirer, die Kane Jahre zuvor geschrieben hat. Susan, deren Fähigkeiten als Sängerin überall auf Ablehnung stoßen, weigert sich, weiterhin aufzutreten, doch Kane zwingt sie dazu. Erst nach einem missglückten Suizidversuch darf Susan ihre Gesangslaufbahn beenden. In den folgenden Jahren beginnt Kane mit dem Bau von Xanadu, wo beide fortan einen Großteil ihrer Zeit verbringen. Susan hasst die Abgeschiedenheit des Palastes und will nach New York zurück. Auf einem Ausflug kommt es zu einem heftigen Streit zwischen den beiden, bei dem Kane seiner Frau gegenüber handgreiflich wird. Sie packt daraufhin ihre Sachen und verlässt ihn, obwohl er sie anfleht zu bleiben.
Am Ende fährt Thompson nach Xanadu, wo Kanes enorme Besitztümer sortiert werden. Dort trifft er auf den Butler Raymond. Dieser berichtet von Susans Abreise aus Xanadu, und der Zuschauer sieht, wie Kane in seinem Zorn Susans Zimmer zerstört und dabei eine Schneekugel findet, die ihn an seine Kindheit erinnert – an den Tag, an dem er seine Eltern verlassen musste. Thompson beendet seine Suche mit der Vermutung, dass Rosebud etwas sei, das Kane – im Gegensatz zu allen anderen Dingen – nicht bekommen konnte oder das er wieder verloren hatte. Die letzte Einstellung des Films zeigt, wie Kanes wertlose Besitztümer in einem großen Ofen verbrannt werden, darunter auch sein alter Schlitten aus Kindheitstagen, der die Aufschrift Rosebud trägt.

## Entstehungsgeschichte

### Vorproduktion
Orson Welles begann seine Karriere als Theaterregisseur und Rundfunksprecher. Nach dem großen Erfolg des von ihm inszenierten Hörspiels Krieg der Welten, das ihn landesweit bekannt machte, wurde er 1939 im Alter von 24 Jahren von der Produktionsfirma RKO Pictures unter Vertrag genommen. Das Studio steckte Ende der 1930er-Jahre in finanziellen Schwierigkeiten und erhoffte sich viel von Welles, der in der Branche als „Wunderkind“ bezeichnet wurde. Bei der Wahl seines ersten Filmstoffes ließ man ihm freie Hand. Seine geplante Adaption des Romans Herz der Finsternis von Joseph Conrad scheiterte jedoch an der Finanzierung und für eine Verfilmung des Buches The Smiler with the Knife wurde keine passende Darstellerin gefunden. Im Januar 1940 spottete dann der Hollywood Reporter, es würden bereits Wetten abgeschlossen, ob Welles überhaupt einen Film für RKO zustande bringt, bevor sein Vertrag auslaufe.
Von den Produzenten zunehmend unter Druck gesetzt, entschied sich der Regisseur schließlich für ein Projekt, das ihn schon seit seiner Kindheit beschäftigte.
Während seiner Schulzeit hatte Welles ein Theaterstück geschrieben mit dem Titel „Marching Song“, das den Lebenslauf eines Mannes aus der Sicht seiner Zeitgenossen erzählt. Daraus entwickelte er nun die Grundidee zu Citizen Kane. Als weiterer Impuls gilt Aldous Huxleys Roman Nach vielen Sommern von 1939.

### Drehbuch
Herman J. Mankiewicz, den Welles aus seiner Zeit beim Radio kannte, schrieb die erste Fassung des Drehbuches im Frühjahr 1940 auf seiner Ranch in Victorville. Co-Autoren waren Orson Welles und John Houseman, der im Vorspann jedoch nicht genannt wird. Da sich Mankiewicz ein Bein gebrochen hatte, lag dieser die meiste Zeit im Bett und brachte dort in zwölf Wochen über 200 Seiten zu Papier.
Ursprünglich sollte die Filmhandlung eng an die Biografie des exzentrischen Filmproduzenten und Abenteurers Howard Hughes angelehnt sein. In den späteren Versionen des Skripts diente dann vor allem der Verleger William Randolph Hearst als Vorlage für die Figur des Charles Foster Kane. Die ersten Titelentwürfe des Projekts lauteten „John Citizen, U.S.A.“ und „John Q.“
Nach einem Jahr und insgesamt sieben verschiedenen Fassungen wurden die Arbeiten am Drehbuch abgeschlossen.
Zu den Szenen, die nicht in die endgültige Version aufgenommen wurden, zählen:
- ein erweiterter Wochenschaubericht, in dem Kanes Schullaufbahn beleuchtet wird
- Kanes Flitterwochen
- ein Treffen Kanes mit dem Präsidenten
- Kanes Wiedersehen mit seinem leiblichen Vater und dessen neuer Frau
- Susans Affäre mit einem anderen Mann, den Kane daraufhin umbringen lässt
- ein Kostümball auf Xanadu
- mehrere Szenen mit Kanes Sohn, unter anderem dessen Tod.

Für Diskussionen sorgte in den 1970er-Jahren die Frage, wie groß Orson Welles’ Anteil am Skript war. Die Filmkritikerin Pauline Kael veröffentlichte 1971 im New Yorker unter dem Titel Raising Kane einen Artikel, in dem sie behauptete, Mankiewicz habe das Drehbuch größtenteils alleine geschrieben. Der Journalist Robert L. Carringer sowie John Houseman und der Regisseur Peter Bogdanovich widersprachen dieser Ansicht. Inzwischen gilt als gesichert, dass das Drehbuch als gemeinsam erarbeitetes Produkt von Mankiewicz und Welles zustande kam.

### Stab, Besetzung und Synchronisation
Citizen Kane bedeutete den Durchbruch für den Komponisten Bernard Herrmann, einen alten Bekannten von Welles, der später vor allem durch seine Zusammenarbeit mit Alfred Hitchcock bekannt wurde. Er schrieb die Filmmusik in zwölf Wochen und orientierte sich dabei an einem Leitmotiv, das in verschiedenen Variationen immer wieder zu hören ist. Entscheidenden Einfluss auf die optische Präsentation des Films hatte der Kameramann Gregg Toland, der einen kleinen Gastauftritt als Radiosprecher hat. Welles wollte Toland unbedingt mit dabeihaben, da er seine Arbeitsweise bewunderte.
Die meisten Darsteller des Films waren Mitglieder der Mercury-Theatergruppe, die Welles im Alter von 21 Jahren gegründet hatte. Viele von ihnen, wie etwa Joseph Cotten, waren gute persönliche Freunde des Regisseurs.
Zu den Schauspielern, die in Citizen Kane ihr Leinwanddebüt gaben, zählen Ruth Warrick, Paul Stewart, Joseph Cotten, Agnes Moorehead und Everett Sloane. Auch die meisten anderen Mitwirkenden, inklusive Orson Welles, hatten kaum Erfahrungen im Filmgeschäft und waren damit keine bekannten Hollywood-Gesichter. Fast alle kamen vom Theater oder vom Rundfunk. Susan Alexanders Singstimme wurde von der Opernsängerin Jean Forward synchronisiert, die zu diesem Zweck absichtlich schlecht und außerhalb ihres Stimmumfangs sang. Da sie um ihren Ruf fürchtete, bestand sie darauf, nicht im Abspann genannt zu werden.
Der einstige Stummfilmkomiker Charles Bennett tritt im Abspann ungenannt als Entertainer auf Kanes Inquirer-Party auf und trägt dabei das Lied „Oh, Mr. Kane“ vor. In weiteren kleinen, im Abspann unerwähnten Rollen sind der Jazzmusiker Nat King Cole und der spätere Hollywood-Star Alan Ladd als einer der Reporter zu sehen. Edith Evanson spielt die Krankenschwester von Leland. Der Drehbuchautor Herman J. Mankiewicz und der Kameramann Gregg Toland hatten ebenfalls kleine Gastauftritte im Film. Orson Welles’ Privatsekretärin Kathryn Trosper Popper, die eine Rolle als Fotografin auf Xanadu hatte, starb im März 2016 als letztes bekanntes lebendes Mitglied der Filmbesetzung. Sie wurde 100 Jahre alt.
Eine deutsche Synchronbearbeitung wurde erst 1962 angefertigt. Daran wirkte auch Hanns Müller-Trenck, der langjährige Chefsprecher des Bayerischen Rundfunks, als „Wochenschau-Sprecher“ mit. Für Dialogbuch und Synchronregie zeichnete Manfred R. Köhler verantwortlich. Die Filmmusik von Bernard Herrmann wurde in der deutschen Fassung vollständig ersetzt. Dabei wurden teilweise auch Stellen, die in der Originalfassung bewusst ohne Musikuntermalung gelassen wurden, mit Musik versehen. Im Folgenden sind die Schauspieler in der Reihenfolge genannt, wie sie im Abspann erwähnt werden:
| Figur                    | Darsteller            | Synchronstimme    | Beschreibung                                                          |
| ------------------------ | --------------------- | ----------------- | --------------------------------------------------------------------- |
| Jedediah Leland          | Joseph Cotten         | Peter Pasetti     | Theaterkritiker des Inquirer und über viele Jahre Kanes bester Freund |
| Susan Alexander Kane     | Dorothy Comingore     | Dinah Hinz        | Kanes zweite Ehefrau und mittelmäßige Sängerin                        |
| Mary Kane                | Agnes Moorehead       |                   | Kanes Mutter und Besitzerin einer Goldmine                            |
| Emily Monroe Norton Kane | Ruth Warrick          | Elisabeth Ried    | Kanes erste Frau und Nichte des Präsidenten                           |
| Jim W. Gettys            | Ray Collins           | Ernst Konstantin  | Gouverneur von New York und Kanes Wahlgegner                          |
| Herbert Carter           | Erskine Sanford       |                   | vormaliger Chefredakteur des Inquirer                                 |
| Mr. Bernstein            | Everett Sloane        |                   | Kanes Freund und Angestellter bis zu dessen Tod                       |
| Jerry Thompson           | William Alland        | Erich Ebert       | Nachrichtenreporter auf der Suche nach der Bedeutung von „Rosebud“    |
| Raymond                  | Paul Stewart          | Thomas Reiner     | Kanes Butler während dessen letzter Lebensjahre                       |
| Walter Parks Thatcher    | George Coulouris      | Klaus W. Krause   | Kanes Vormund und bedeutender Bankier                                 |
| Signor Matiste           | Fortunio Bonanova     |                   | Gesangslehrer von Susan Alexander Kane                                |
| John                     | Gus Schilling         | Norbert Gastell   | Oberkellner im Atlantic City Club                                     |
| Mr. Rawlston             | Philip Van Zandt      | Helmo Kindermann  | Chefredakteur der Nachrichtensendung und Thompsons Vorgesetzter       |
| Bertha Anderson          | Georgia Backus        |                   | Sekretärin in Thatchers Archiv                                        |
| Jim Kane                 | Harry Shannon         | Eric Jelde        | Kanes Vater                                                           |
| Charles Foster Kane III. | Sonny Bupp            |                   | Kanes einziges Kind                                                   |
| Charles Foster Kane      | Buddy Swan (als Kind) | Christina Hoeltel | Hauptfigur                                                            |
| Charles Foster Kane      | Orson Welles          | Hans Nielsen      | Hauptfigur                                                            |

### Dreharbeiten

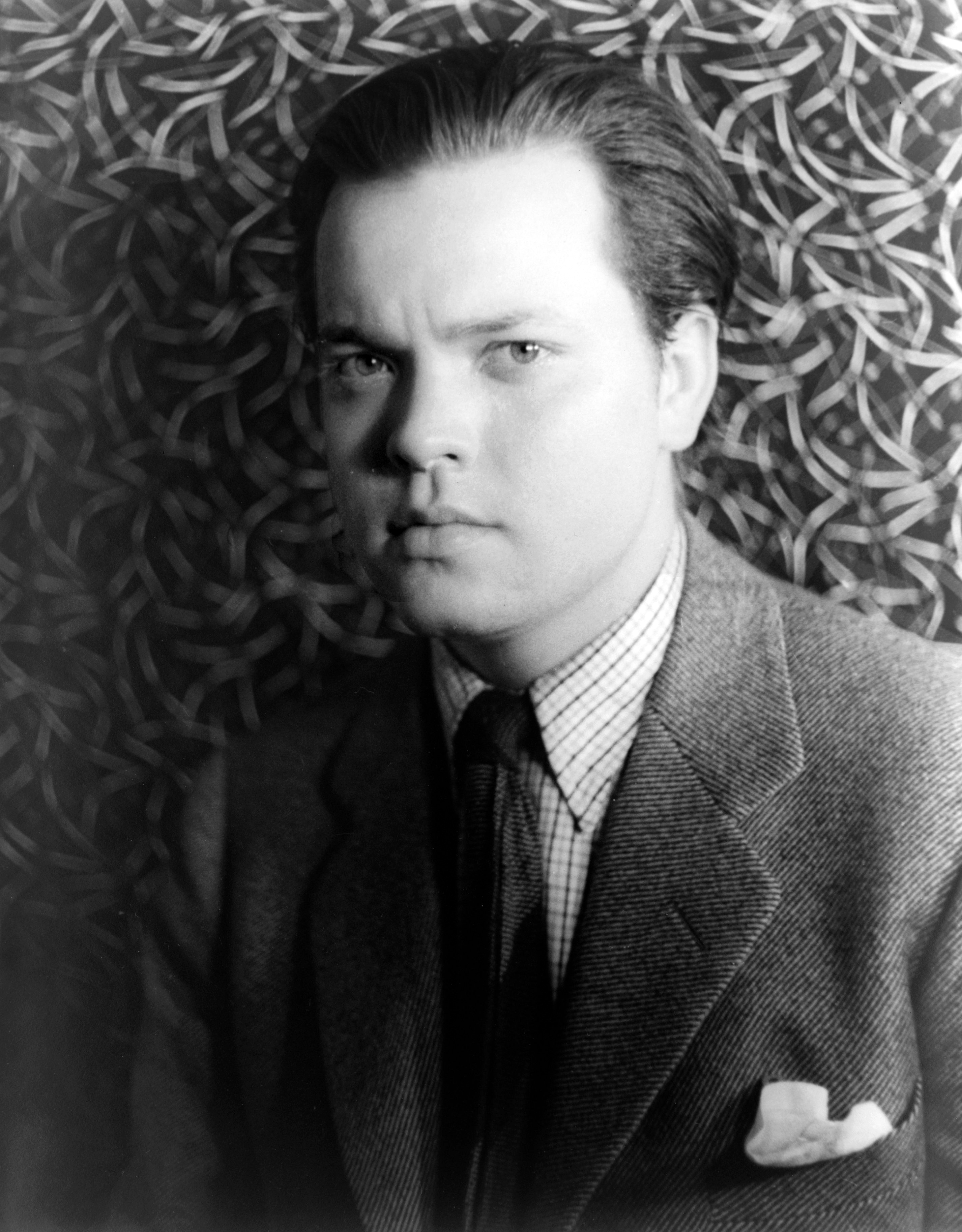
Orson Welles, 1937

Mit den Dreharbeiten zu Citizen Kane wurde am 29. Juni 1940 begonnen. Das Budget der Gemeinschaftsproduktion von RKO und Orson Welles’ Mercury Productions betrug etwa 700.000 Dollar, 200.000 Dollar mehr als ursprünglich veranschlagt. Welles’ Gage belief sich auf 100.000 Dollar.
Der Arbeitstitel des Films lautete American oder RKO 281. George Schaefer, der Präsident der Produktionsfirma, schlug die Umbenennung in Citizen Kane vor.
Welles wollte sich bei den Dreharbeiten der Überwachung durch Vertreter des Studios entziehen. In seinem Vertrag mit RKO wurde ihm die vollständige künstlerische Kontrolle über das Projekt zugesichert, für einen Regiedebütanten ein ungewöhnlicher Umstand.
Um lästige Besuche der Produzenten und Verantwortlichen am Set zu verhindern, teilte er der Produktionsfirma mit, der Film befinde sich noch „in der Probephase“, obwohl die Dreharbeiten längst begonnen hatten. Zu der Zeit wurde unter anderem die Reporterkonferenz gedreht, an der Orson Welles und Joseph Cotten teilnahmen.
Für die Szenen, in denen Welles den alternden Kane darstellt, verbrachte er täglich etwa sechs Stunden in der Maske. Wenn er dagegen den jungen Kane verkörperte, wurden verschiedene Tricks angewandt (darunter diverse Make-ups, Frisuren und Kamerafilter), um ihn noch jugendlicher erscheinen zu lassen. Dadurch sollte der Kontrast zwischen den verschiedenen Zeiträumen, in denen der Film angesiedelt ist, zusätzlich verstärkt werden.
Der Film beginnt mit einem längeren Wochenschaubericht über Charles Foster Kanes Tod, in dem zahlreiche Archivaufnahmen aus seinem Leben zu sehen sind. Um dem entsprechenden Filmmaterial ein authentisches und altes Aussehen zu verleihen, wurde es unter anderem mit Sand behandelt und über einen Betonboden geschleift. Nach der Veröffentlichung von Citizen Kane erhielt die Produktionsfirma RKO einen Brief, in dem sich ein Kinobesitzer über die mangelhafte Qualität des Films beschwerte.
Als Orson Welles beim Dreh der Szene, in der Kane von seinem Rivalen Jim Gettys ein Ultimatum gestellt wird, die Treppe hinunterrannte, brach er sich das Sprungbein und saß für zwei Wochen im Rollstuhl. Mithilfe von Metallbandagen war es ihm zwar möglich, aufrecht zu stehen, laufen konnte er jedoch nicht.
Die Szene mit den Tänzerinnen, die Kane ein Ständchen bringen, sollte laut Drehbuch in einem Bordell spielen, was jedoch vom Hays Office erwartungsgemäß untersagt wurde. Später gab Welles zu, er habe diesen provokanten Handlungsort nur deshalb gewählt, um die Zensurbehörde von anderen kritischen Stellen des Skripts abzulenken, die weniger schwerwiegend waren.
Gegen Ende der Produktion wurde Welles von einem Mitarbeiter gefragt, wie Charles Foster Kanes letztes Wort „Rosebud“ hatte bekannt werden können, wenn sich zum Zeitpunkt seines Todes niemand mit ihm im Raum befand. Welles zögerte mit seiner Antwort und sagte dann: „Don’t you ever tell anyone of this.“ („Erzählen Sie bloß keinem davon.“)
Die Dreharbeiten wurden am 23. Oktober 1940 abgeschlossen. Es folgten sechs Monate, in denen Citizen Kane von Robert Wise und Mark Robson geschnitten wurde. Auch in diesem Bereich hatte Welles das letzte Wort. Während der Post-Produktion verlangten die Verantwortlichen des Studios, einen Rohschnitt des Films zu sehen, um ihn notfalls entschärfen zu können. Nach mehreren kleineren Änderungen wurde das Werk schließlich freigegeben.
Ursprünglich sollte Citizen Kane bereits im Februar 1941 in die Kinos kommen. Aufgrund der Kontroverse, die um den Film entstanden war (siehe Welles und Hearst), wurde die Premiere jedoch auf den 1. Mai verschoben.

## Stilmittel und Innovationen
Citizen Kane erlangte vor allem durch seine zahlreichen filmtechnischen Innovationen Bekanntheit und gilt nicht zuletzt aus diesem Grund als einer der besten Filme aller Zeiten. Welles’ Maxime lautete: „Das Kino ist noch sehr jung, und es wäre einfach lächerlich, wenn es einem nicht gelänge, ihm ein paar neue Seiten abzugewinnen.“
Viele der verwendeten Techniken waren bereits in den Arbeiten anderer Regisseure zu sehen, doch Orson Welles war es, der sie alle in einem Werk vereinte. Er reizte alle vorhandenen Stilmittel des Filmemachens aus und entwickelte einige neue. Dabei ließ er sich vor allem von den Filmen des deutschen Expressionismus und des russischen Kinos beeinflussen. Auch US-amerikanische Produktionen, wie etwa John Fords Ringo, den sich Welles während der Dreharbeiten etwa vierzig Mal angeschaut hat, oder William K. Howards The Power and the Glory dienten ihm als Inspiration und Vorbild für Kameraeinstellungen und Erzählstruktur.

### Kamera und Schnitt
Welles setzte in Citizen Kane die sogenannte Deep focus cinematography ein, bei der eine möglichst große Schärfentiefe durch den Einsatz spezieller Kameraobjektive verbunden mit einer entsprechenden Lichtführung erzielt wird. Gegenstände in unterschiedlicher Entfernung können so gleichermaßen scharf gezeichnet werden. Diese schon seit der Stummfilmzeit bekannte Technik wurde von Gregg Toland, dem Kameramann des Films, perfektioniert, der im Vorfeld der Dreharbeiten viel mit Optiken und Belichtung experimentiert hatte.
Verschiedene Szenen wurden zudem in extremer Untersicht (von unten nach oben) oder Aufsicht (von oben nach unten) gefilmt. Die jeweilige Kameraperspektive verdeutlicht auf diese Weise den Status oder die Gefühlslage der Person. Starke Figuren wie Charles Foster Kane wurden von unten, also in heroischer Pose gefilmt, auf schwächere Charaktere wie Susan Alexander blickt die Kamera von oben herab. Nach dem Selbstmordversuch seiner Frau wird auch Kane aus dieser Perspektive gezeigt. Durch den Einsatz eines Weitwinkelobjektivs wurde der Eindruck der subjektiven Kamera noch verstärkt (siehe auch Point-of-View-Shot).
Für die zahlreichen Einstellungen von unten (häufig wurde die Kamera direkt auf den Boden gelegt) musste die Studiokulisse mit einem Baumwolltuch überspannt werden, um die Illusion einer Zimmerdecke zu erzeugen. Auf Großaufnahmen von Gesichtern verzichtet der Film weitgehend und wahrt damit eine gewisse Distanz zu den handelnden Personen. In der Streitszene zwischen Leland und Kane befand sich die Kamera in einem Loch im Fußboden; für einen Moment ist die Kante des Fußbodens am unteren Bildrand zu sehen.
Bemerkenswert an der Kamera- und Montagetechnik sind darüber hinaus die vielen langen Einstellungen, für die Welles seine Erfahrung als Theaterregisseur nutzte, die sparsam eingesetzten Schnitte sowie die Bildkomposition. In der ersten Szene des Films beispielsweise befindet sich das erleuchtete Fenster Xanadus stets an der gleichen Position, obwohl das Gebäude aus verschiedenen Winkeln und Entfernungen gezeigt wird.
Bei den Überblendungen wandte Welles das gleiche Verfahren an wie im Theater: Das Licht wurde in einer Szene stückweise auf einen Bühnenausschnitt (Bildbereich) reduziert und in der nächsten von einem Ausschnitt sukzessive auf die gesamte Bühne (Szene) erhöht. Üblicherweise wurden Überblendungen beim Filmschnitt durch nachträgliches Abdunkeln oder durch globales Abblenden bei der Aufnahme erzeugt. Die Kombination der Theaterab- und aufblende mit den Möglichkeiten des Filmschnitts verleiht dem Film in diesen Momenten eine widersprüchliche Wirkung zwischen Theatralik und (Film-)Realismus.
Zu den visuellen Besonderheiten von Citizen Kane zählen die vielen Spiegelungen, die im Film zu sehen sind (die Krankenschwester spiegelt sich in der zerbrochenen Schneekugel; Mr. Bernstein in seiner Schreibtischoberfläche; die Tänzerinnen spiegeln sich in einem Fenster; Susan Alexander spiegelt sich in ihrem Spiegel; Kanes vervielfachtes Spiegelbild am Ende des Films).
Beim heutigen Betrachten des Films sollte man berücksichtigen, ob es sich um eine restaurierte Version handelt. Dies kann man daran erkennen, ob zu Beginn in der Kinosaal-Szene Joseph Cotten hinten links im Bild sitzt. In der Welles-Version war dieser Bereich dunkel, in der Restauration wurde das Bild insgesamt aufgehellt und an moderne Sehgewohnheiten angepasst, was die Hell-Dunkel-Wirkungen und -Kontraste deutlich veränderte.

### Spezialeffekte
Außergewöhnlich für damalige Verhältnisse war, dass mehrere Figuren über einen Zeitraum von 40 Jahren hinweg von jeweils nur einem Darsteller verkörpert wurden. Möglich wurde dies durch das realistische Make-up (ergänzt durch aufwendige Perücken, Latexmasken und trübe Kontaktlinsen), das Citizen Kane den Ruf eines Meilensteins der Maskentechnik einbrachte.
Der Wochenschaubericht wurde im Stil einer Nachrichtensendung gedreht und durch Archivmaterial ergänzt. Einstellungen, die wie heimlich gedrehte Paparazzi-Filme wirken sollten, nahm Gregg Toland mit einer Handkamera auf. Historische Persönlichkeiten wie Adolf Hitler oder Theodore Roosevelt wurden in die Handlung eingebaut, um eine Einbindung von Kanes Geschichte in das Zeitgeschehen zu suggerieren.
Häufig machte Welles Gebrauch von Miniaturbauten und Modellen, wie etwa einer verkleinerten Version des Opernhauses oder Xanadus. Das Publikum, vor dem Kane seine Wahlkampfrede hält, ist in Wirklichkeit eine Fotografie, die durch den Einsatz von Licht zum Leben erweckt wurde. Die Landschaft im Hintergrund der Picknickszene ist ein Ausschnitt aus der RKO-Produktion King Kong und die weiße Frau, der auf eine Leinwand projiziert wurde.
Einige Requisiten wurden so gebaut, dass sie auseinandergeklappt werden konnten oder Aussparungen für die Kamera enthielten. Dazu zählen das Neonschild über dem El Rancho und der Tisch in Kanes Elternhaus.

### Erzähltechnik
In Bezug auf die narrative Struktur fallen vor allem die unchronologische Anordnung einzelner Sequenzen und der Bruch mit der linearen Erzähltechnik auf. Der Film beginnt mit Kanes Tod, also eigentlich mit dem Ende der Geschichte. Im Anschluss daran sieht der Zuschauer eine kurze Zusammenfassung seines gesamten Lebens, von dem einzelne Stationen im Laufe des Films aus verschiedenen Sichtweisen noch einmal ausführlich erklärt werden.
Äußerst ungewöhnlich für die damalige Zeit war vor allem die Vielzahl von Rückblenden.
Auch Zeitsprünge innerhalb einer Szene sind in Citizen Kane zu finden. Das beste Beispiel dafür ist die Sequenz am Frühstückstisch, in der gezeigt wird, wie Kanes Ehe mit Emily in die Brüche geht. Die Handlung, die sich über einen Zeitraum von mehreren Jahren erstreckt, nimmt im Film nur wenige Minuten ein. Der Schauplatz bleibt der gleiche, nur Kostüme und Maske ändern sich. Auch der Esstisch wird immer länger, wodurch die zunehmende Distanz zwischen Kane und Emily symbolisch deutlich wird.
In einer anderen Szene wünscht Mr. Thatcher dem jungen Charles Foster Kane „Frohe Weihnachten“ und beendet den Satz in einer neuen Szene, die fünfzehn Jahre später spielt, mit den Worten „… und ein gutes neues Jahr!“ An einer anderen Stelle sagt ein Wahlkampfhelfer: „Charles Foster Kane (…), der sich nur an diesem Wahlkampf beteiligt …“, woraufhin Kane selbst in einer anderen Einstellung fortfährt: „… weil ich es als nötig erachte.“
Solche Orts- oder Zeitsprünge mitten im Satz wurden bereits in dem Film M gezeigt; beispielsweise wurde dort ein Satz in einer Konferenz angefangen, in einer anderen aber beendet.
Ein ähnlicher Effekt in optischer Hinsicht wird in zwei Szenen erreicht, in denen von einer Fotografie auf eine Filmszene (Gruppenfoto der Chronicle-Mitarbeiter) beziehungsweise von einer Filmszene auf eine Fotografie (Alexander Kanes Wohnungstür) übergeblendet wird. Häufig wird die Geschichte mithilfe fiktiver Zeitungsschlagzeilen vorangetrieben.
Eine kurze Einstellung, die den Beginn einer Opernaufführung zeigt, kommt in Citizen Kane zweimal vor – das erste Mal in der Erinnerung von Jedediah Leland und später noch einmal in der Erinnerung von Susan Alexander.
Citizen Kane ist einer der ersten „seriösen“ Filme, in dem die so genannte vierte Wand durchbrochen wird, zum Beispiel in Szenen, in denen Thatcher direkt in die Kamera schaut. Ansonsten wurde das Verfahren oft in Slapstick-Komödien (wie bei Oliver Hardy und Stan Laurel) angewandt.
Auffällig ist, dass man das Gesicht des Reporters Jerry Thompson, der sich auf die Suche nach der Bedeutung des Wortes Rosebud begibt, kaum von vorne sieht. Welles wollte dadurch erreichen, dass sich der Zuschauer selbst in diese Rolle hineinversetzt.

### Ton
Eine Vorreiterrolle nahm der Film auch im Bereich von Toneffekten und Tonschnitt ein. Welles profitierte dabei von seiner Zeit beim Radio. Er ließ die Darsteller durcheinanderreden und sich gegenseitig unterbrechen – im Kino der 1940er-Jahre ein Novum. Als Kane sich bei einem Picknick mit Susan streitet, ist im Hintergrund, sozusagen als dramaturgischer Gegenpol, fröhliches Gelächter zu hören. Für die Bibliotheksszene wurden die Stimmen der Schauspieler mit Hall unterlegt.

### Weitere Einflüsse
Da Orson Welles bei Citizen Kane nicht nur Regie führte, sondern auch als Produzent fungierte, am Drehbuch mitschrieb und die Hauptrolle übernahm, gilt der Film als einer der ersten Vertreter des US-amerikanischen Autorenkinos.
Welles’ Darstellung des Charles Foster Kane wird als ein frühes Beispiel für die Technik des Method Acting angesehen, bei der sich der Schauspieler vollkommen in seine Rolle hineinversetzt und für eine authentische Verkörperung notfalls bis an seine Grenzen geht. So soll Welles nach den Dreharbeiten zu der Szene, in der er wutentbrannt ein Zimmer zerstört, auf seine blutigen Hände gestarrt und gemurmelt haben: „I really felt it. I really felt it.“ Für die Szene, in der sich der betrunkene Leland mit Kane anlegt, trank sich Joseph Cotten wirklich einen Rausch an und blieb die ganze Nacht wach. Sein Versprecher „crimitism … critism … I am drunk.“ (auf Deutsch: „Theaterxanthippen … Kritiken … ich bin blau.“) sowie Welles’ Reaktion wurden nicht herausgeschnitten, sondern im Film verwendet.
Darüber hinaus hatte Citizen Kane durch sein effektvolles Spiel mit Licht und Schatten (beispielsweise in der Bibliotheksszene) sowie den Einsatz von Rückblenden einen entscheidenden Einfluss auf die Entwicklung des Film noir.

## Themen und Motive
The American war ursprünglich als Titel für Citizen Kane vorgesehen, eine weitere Anspielung auf den Mythos des amerikanischen Traums, der hier eine tragische Komponente erhält, da die Hauptfigur als mächtiger und wohlhabender Mann dargestellt wird, der jedoch als Mensch scheitert. Obwohl Erfolg, Popularität, Macht, Geld und Familie als die Zutaten des amerikanischen Traums gelten, heben sie sich hier auf. Insbesondere die Darstellung der Mutter, enthält einen deutlichen Anklang von American Gothic, da ihre Bemühungen sich als vergeblich erweisen. Nachdem sie zufällig reich wurde, möchte die unbedeutende Farmerin ihrem einzigen Sohn die beste Erziehung ermöglichen, die man mit Geld kaufen kann. Das Ergebnis ist der ambivalent dargestellte Kane, dem es trotz seines Reichtums und seiner ursprünglichen Ideale nicht gelingt, ein glückliches Leben zu führen.
Noch auf dem Sterbebett trauert er offenbar ihrer Entscheidung, ihn als Kind wegzugeben, und dem plötzlichen Bruch in seiner Kindheit nach, die durch den Schlitten Rosebud sowie durch die Schneekugel symbolisiert wird, da er an einem verschneiten Tag direkt nach dem Schlittenfahren seinem künftiger Erzieher übergeben wurde, womit sein bisheriges Leben endete.
Ohne der Chronologie zu folgen, werden Ausschnitte und Fragmente aus dem Leben von Charles Foster Kane gezeigt, die der Zuschauer selbst, wie ein Puzzle, zu einem Ganzen zusammenfügen muss. Diese Metapher wird im Film mehrmals herangezogen (Susan legt ein Puzzle, Thompson bezeichnet Rosebud als ein fehlendes Puzzleteil). Dabei spielt auch die Frage eine Rolle, inwieweit die Erinnerungen der Menschen von ihrer subjektiven Wahrnehmung beeinflusst werden.

## Vorbilder
Bei der Arbeit an Citizen Kane ließen sich die Drehbuchautoren Herman J. Mankiewicz und Orson Welles von verschiedenen realen Personen inspirieren.

### Charles Foster Kane

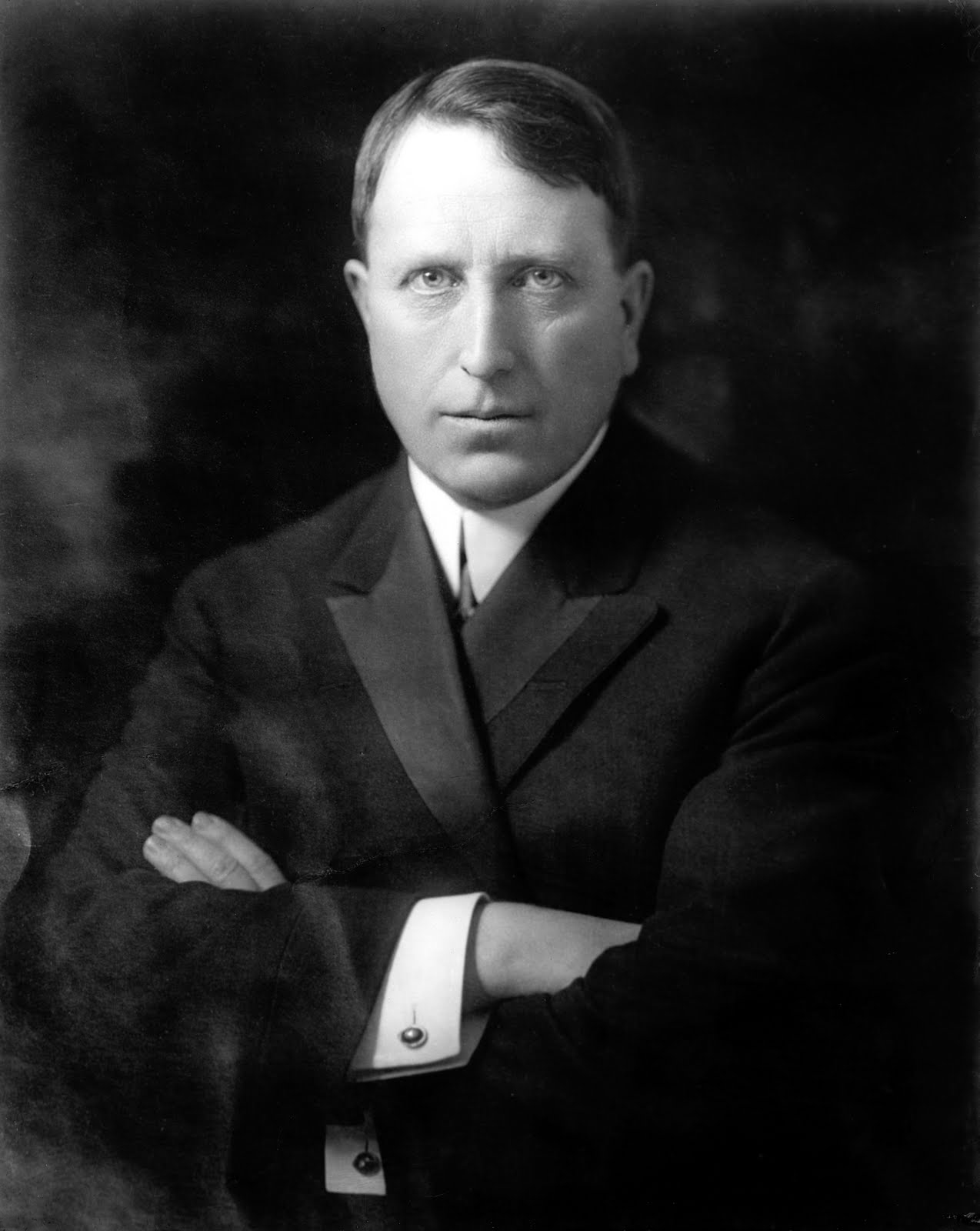
William Randolph Hearst gilt als das Vorbild für die Figur des Charles Foster Kane

Die Figur des Charles Foster Kane basiert zu großen Teilen auf dem US-amerikanischen Verleger und Zeitungsmagnaten William Randolph Hearst.
Genau wie Kane verdankte auch dieser seinen Wohlstand einer profitablen Goldmine seiner Eltern. Im Jahr 1887 wurde Hearst Chefredakteur der Tageszeitung San Francisco Examiner, die unter seiner Leitung eine neue Richtung einschlug. Hearst forderte seine Redakteure und Journalisten auf, populistische und reißerische Sensationsartikel zu schreiben, um die Leser zu schockieren und zu begeistern. Eine ähnliche Politik wird auch von Kane verfolgt. Ein Zitat des Films, „You provide the prose poems, I’ll provide the war“, stellt eine direkte Anspielung auf Hearst dar, der etwas Ähnliches über den Spanisch-Amerikanischen Krieg sagte („You furnish the pictures, and I’ll furnish the war“).
Die Mischung aus politischer Satire, Skandalgeschichten und Klatschmeldungen (Hearst gilt als Vater des Boulevardjournalismus) machte den San Francisco Examiner zu einer der meistgelesenen und auflagenstärksten Zeitungen seiner Zeit. Bis Mitte der 1920er-Jahre baute Hearst ein landesweites Medienimperium auf, das sich aus rund 30 Pressepublikationen und Radiostationen zusammensetzte.
Nach der Weltwirtschaftskrise des Jahres 1929 musste er jedoch große finanzielle Einbußen hinnehmen, die ihn zum Verkauf mehrerer Zeitungen zwangen. Dies wird auch im Film dargestellt.
Ähnlich wie Charles Foster Kane versuchte auch Hearst mehrmals, in der Politik Fuß zu fassen. 1906 kandidierte er als Gouverneur des Staates New York, musste sich aber geschlagen geben. 1934 reiste er zu einem Gespräch mit Adolf Hitler nach Deutschland. Im Film ist Kane gemeinsam mit Hitler auf einem Balkon zu sehen.
Auch Hearsts Privatleben, die gescheiterte Ehe mit Millicent Wilson sowie seine Affäre mit Marion Davies werden in Citizen Kane, wenn auch leicht verfremdet, dargestellt.
Nicht abschließend geklärt ist, inwieweit der Name des Schlittens, Rosebud (Rosenknospe), eine Anspielung auf Hearst darstellt. Der Regisseur Kenneth Anger behauptete 1984 in seinem Buch Hollywood Babylon II, Rosebud sei Hearsts Bezeichnung für die Klitoris seiner Geliebten Marion Davies gewesen. Diese Behauptung wurde 1989 von Gore Vidal in einem Artikel für den New York Review of Books erneut aufgegriffen.
Louis Pizzitola schrieb 2002 in seinem Buch Hearst Over Hollywood wiederum, Orrin Peck, ein Freund der Familie, habe Hearsts Mutter Phoebe den Kosenamen Rosebud gegeben.
Der Drehbuchautor Herman J. Mankiewicz selbst behauptete stets, er habe den Schlitten nach einem Fahrrad benannt, das er als Kind besessen habe.
Orson Welles betonte in zahlreichen Interviews, Charles Foster Kane basiere nicht auf einer einzelnen Person, sondern setze sich aus vielen verschiedenen Vorbildern und Einflüssen zusammen, darunter die Filmproduzenten Howard Hughes und Jules Brulatour sowie die Geschäftsmänner Harold McCormick und Samuel Insull, der seiner Tochter ein eigenes Opernhaus bauen ließ.
So lassen sich auch Parallelen zu Orson Welles’ eigener Biografie erkennen, angefangen bei seinem rasanten Aufstieg zu Hollywoods Wunderkind mit Anfang 20 bis hin zu seinen Vorstellungen von Unterhaltung und Massenmedien. Genau wie Kane verlor Welles schon in jungen Jahren beide Eltern und wurde von einem Vormund namens Maurice Bernstein großgezogen. Bernstein ist der Name des Geschäftsführers in Citizen Kane und die einzige Figur, die durchweg positiv dargestellt wird.
Tragischerweise sollte auch das Ende des Films autobiografische Züge zeigen; nach der Auseinandersetzung mit Hearst verebbte Welles’ Karriere als Regisseur. Er wurde nach einer Verleumdungskampagne in Hearsts Zeitungen vom FBI als Kommunist verdächtigt und bekam nie wieder so viel künstlerische Freiheit wie für diesen Film. Im Alter war auch Welles ein verbitterter Mensch. Robert Wise, der Filmeditor von Citizen Kane, sagte einmal, Welles habe einen autobiografischen Film gedreht, ohne es selbst zu merken.

### Susan Alexander
Das Leben der Schauspielerin Marion Davies lieferte die Vorlage für die Figur der talentlosen Opernsängerin Susan Alexander. Davies war Hearsts langjährige Geliebte. Die negative Darstellung von Susan Alexander als talentlose und alkoholkranke Opern-Diva schädigte den Ruf ihres realen Vorbilds nachhaltig. Orson Welles schrieb 1975 im Vorwort zu ihrer Biografie Times We Had, dass er dies zutiefst bereue und Marion Davies für eine gute Schauspielerin und eine wunderbare Frau halte.
Als weitere Inspirationsquellen für Alexander gelten die Ehefrauen des Filmmoguls Jules Brulatour, Dorothy Gibson und Hope Hampton, die nach einer Schauspielkarriere beide ihr Glück als Opernsängerinnen suchten, damit jedoch wenig Erfolg hatten.

### Jedediah „Jed“ Leland
Als Vorbild für Jedediah Leland diente der Zeitungskolumnist Ashton Stevens, der als Theaterkritiker für den San Francisco Examiner tätig war. Sein Bruder Landers Stevens hat eine kleine Rolle in Citizen Kane. Daneben gelten Joseph Cottens Agent Leland Hayward und der Produzent Jed Harris als Vorbilder, hauptsächlich in Hinblick auf den Namen der Figur.

### Jim Gettys
Kanes politischer Gegenspieler Jim Gettys basiert auf Charles Francis Murphy, einem einflussreichen New Yorker Geschäftsmann und Politiker des frühen 20. Jahrhunderts. Ähnlich wie die Filmfigur Gettys wurde auch Murphy das Opfer einer diffamierenden Karikatur im San Francisco Examiner, die ihn in Sträflingskleidung zeigte.

### Xanadu

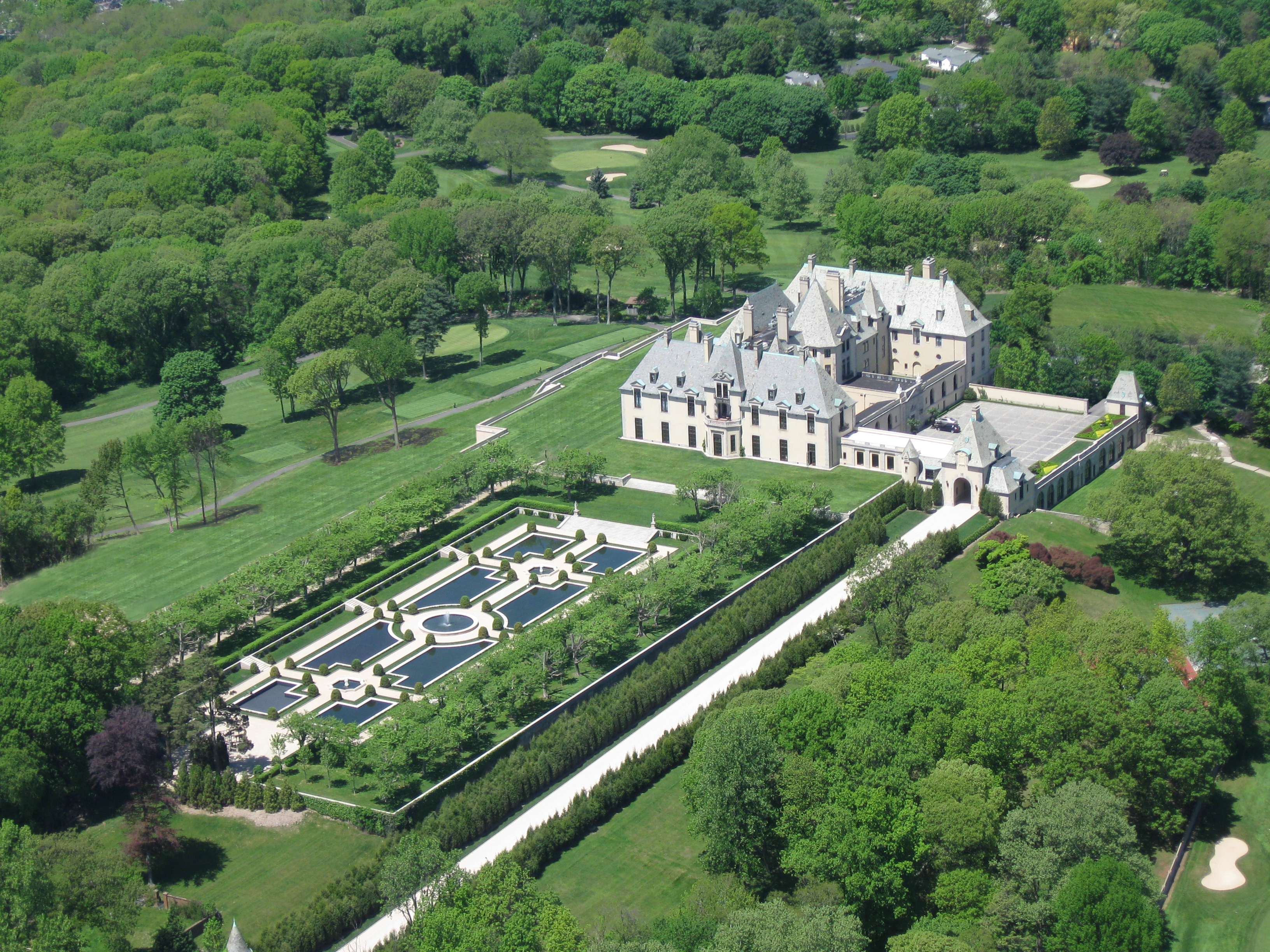
Luftbild von Otto Hermann Kahns Oheka Castle, das das fiktionale Xanadu zeigt

1919 begann William Randolph Hearst mit der Errichtung des Hearst Castle, eines luxuriösen Anwesens an der Pazifikküste. Das gewaltige Bauwerk, das nie vollendet wurde, stand Pate für Charles Foster Kanes Xanadu, einschließlich des weltgrößten Privatzoos. Hearst Castle war in den 1920er- und 1930er-Jahren vor allem für die regelmäßigen Empfänge und Feierlichkeiten bekannt, die dort stattfanden und zu denen zahlreiche Prominente dieser Zeit geladen waren, darunter Charlie Chaplin, Winston Churchill, Cary Grant und auch Herman J. Mankiewicz, der Drehbuchautor von Citizen Kane.
Fotografien des vom deutsch-jüdischen Bankier Otto Hermann Kahn pompös erbauten Wohnsitzes Oheka Castle nahe New York dienten der Porträtierung von Xanadu.
Der Name Xanadu entstammt dem Gedicht Kubla Khan des englischen Poeten Samuel Taylor Coleridge, dessen Anfangszeile auch im Film zu hören ist. Coleridge schreibt: In Xanadu did Kubla Khan | a stately pleasure-dome decree: | Where Alph, the sacred river, ran | through caverns measureless to man | down to a sunless sea. Kublai Khan war ein mongolischer Herrscher und Kaiser von China.

## Reaktionen

### Welles und Hearst
Trotz einiger Unterschiede erkannte sich der US-amerikanische Medienmogul William Randolph Hearst in der Gestalt des Protagonisten Charles Foster Kane wieder. Er versuchte, den Film bereits während der Produktion zu verhindern oder zumindest zu beeinflussen. Welles aber war von seinem Studio RKO Pictures völlige kreative Freiheit garantiert worden.
Als auch Hearsts Angebot, für 800.000 Dollar alle Negative des Films aufzukaufen, um sie anschließend zu zerstören, vom RKO-Präsidenten George Schaefer abgelehnt wurde, begann er eine groß angelegte Medienkampagne gegen Welles. Er bezeichnete den linksliberalen Regisseur öffentlich als Kommunisten und verhinderte, dass in seinen Zeitungen für dessen Film oder andere RKO-Produktionen geworben wurde. Kinos, die Citizen Kane aufführten, belegte er mit finanziellen Sanktionen. Daher war der Film einem breiten Publikum nicht zugänglich. Dass er überhaupt gezeigt wurde, lag wohl vor allem an der Fürsprache vieler Kritiker und Journalisten, darunter Henry Luce, dem Gründer von TIME und Life.
Kurz nach der Premiere erhielt Orson Welles die Warnung eines Polizisten, an diesem Abend nicht in sein Hotelzimmer zurückzukehren. Angeblich hatte Hearst eine Frau engagiert, die Welles dort nackt auflauern und ihm um den Hals fallen sollte, sobald er den Raum betreten würde. Ein Foto der peinlichen Situation sollte tags darauf im San Francisco Examiner veröffentlicht werden. Welles verbrachte jene Nacht woanders. Der Wahrheitsgehalt dieser Anekdote ist bis heute nicht geklärt.
In einem BBC-Interview erzählte Welles 1981 von einem einzigen Treffen mit Hearst in einem Fahrstuhl, bei dem er ihm Freikarten für Citizen Kane angeboten habe.
Hearsts Wut ist insofern verständlich, als der Film durchaus keine Hommage an seine Person ist. Im Gegenteil, Kane wird als Mann porträtiert, der im Laufe seines Lebens alle Ideale über Bord wirft und als kaltherzige, machtbesessene und einsame Kreatur endet.
Bis Mitte der 1970er-Jahre wurde Citizen Kane in keiner von Hearsts Zeitungen besprochen und auch kaum erwähnt. Der einzige Kommentar, den der Verleger selbst dazu abgab, war, dass der Film, den er monatelang bekämpft hatte, „etwas zu lang“ geraten sei.
1996 veröffentlichte W. A. Swanberg eine Hearst-Biografie mit dem Titel Citizen Hearst.

### Veröffentlichung und Nachwirkung
Bereits kurz nach Abschluss der Dreharbeiten brachte Welles einen etwa vierminütigen Trailer in die Kinos, in dem er die Hauptdarsteller des Films vorstellt und einige kurze Ausschnitte zeigt, die eigens zu diesem Zweck gedreht wurden. Welles selbst ist in dem Werbefilm nicht zu sehen, er spricht aus dem Off.
Citizen Kane feierte am 1. Mai 1941 im New Yorker Palace Theatre Premiere. Trotz zahlreicher positiver Kritiken war der Film ein Flop, er blieb weit hinter den Erwartungen des Studios zurück. Die Verluste beliefen sich auf insgesamt 150.000 Dollar. Welles’ Karriere erlitt einen Rückschlag, von dem er sich nur langsam erholen sollte. Sein großzügiger Vertrag mit RKO wurde zurückgenommen und durch einen neuen ersetzt, der ihm weniger künstlerische Freiheiten einräumte.
Die Tatsache, dass der Film nicht dem damals vorherrschenden Anspruch an die Unterhaltungsindustrie entsprach, geht unter anderem aus der Rezension der Chicago Tribune hervor, die am 7. Mai 1941 erschien und zu folgendem Urteil kam: Er ist interessant. Er ist anders. In der Tat ist es bizarr genug, um ein Museumsstück zu werden. Aber der Verzicht auf die Einfachheit zugunsten der Exzentrik raubt ihm die Unterscheidungskraft und den allgemeinen Unterhaltungswert.
Neben Hearsts Kampagne wurden die unkonventionelle Handlung, das deprimierende Ende und die fehlenden Stars für das schlechte Abschneiden des Films an den Kinokassen verantwortlich gemacht. Welles entzog dem Film das identifikatorische Moment, das dem Zuschauer erlaubt, sich in mindestens einem der Charaktere wiederzuerkennen. Durch die fast teilnahmslose Erörterung der Geschichte, die kaum direkte emotionale Teilnahme erlaubt, erhöht Welles die Distanz zwischen Werk und Zuschauer.
Nach der europäischen Erstaufführung im Jahr 1946 erhielt Citizen Kane dort große Aufmerksamkeit und viel Beachtung. In Deutschland wurde der Film erstmals am 29. Juni 1962 gezeigt. Der Constantin-Verleih warb damals mit dem Slogan „Der beste Film der Welt – endlich auch in Deutschland“. Mitte der 1950er-Jahre kam der Film in den Vereinigten Staaten erneut in die Kinos. Seitdem haben ihn viele Filmkritiker, Journalisten und Regisseure als einen der besten, häufig sogar als den besten Film aller Zeiten bezeichnet. Das American Film Institute führte ihn im Rahmen ihrer 1998 veröffentlichten und 2007 aktualisierten Filmliste AFI’s 100 Years…100 Movies auf dem ersten Rang der besten US-amerikanischen Filme. Von 1962 bis 2011 befand sich Citizen Kane ununterbrochen auf Platz 1 der Kritikerliste des britischen Sight-&-Sound-Magazines, bevor er ihn 2012 an Vertigo verlor. In der IMDb kommt Citizen Kane auf einen Bewertungsdurchschnitt von 8,3 bei über 400.000 abgegebenen Zuschauerstimmen und gehört damit zur Top 100 der bestbewerteten Filme aller Zeiten. Die Kritikerseite Rotten Tomatoes führt den Film mit einer Bewertung von 99/100 Punkten, womit der Film auf Platz 4 der besten Filme steht, der Bewertungsaggregator Metacritic weist für Citizen Kane die maximal mögliche Bewertungszahl von 100 aus.
1996 drehten Thomas Lennon und Michael Epstein den Dokumentarfilm Die Schlacht um Citizen Kane (The Battle Over Citizen Kane), die sich mit William Randolph Hearsts Kampagne gegen Welles und dessen Film auseinandersetzt. Dem gleichen Thema widmete sich 1999 der Regisseur Benjamin Ross in seinem Doku-Drama RKO 281 (der Produktionscode von Citizen Kane), in Deutschland veröffentlicht unter dem Titel Citizen Kane – Die Hollywood-Legende, mit Liev Schreiber als Orson Welles, James Cromwell als Randolph Hearst und Melanie Griffith als dessen Geliebte Marion Davies in den Hauptrollen sowie John Malkovich und Roy Scheider in den Nebenrollen. Produziert wurde die filmische Nacherzählung des Machtkampfes zwischen Welles und Hearst vom Regisseur Ridley Scott und seinem Bruder Tony Scott.
In den 1970er-Jahren fielen die Originalnegative von Citizen Kane einem Brand zum Opfer.
Einer der Schneeschlitten, die in Citizen Kane zu sehen sind, befindet sich heute im Besitz des Regisseurs Steven Spielberg, der diesen 1982 für etwa 60.000 US-Dollar erworben hat.
Der 2020 veröffentlichte und von David Fincher inszenierte Film Mank fokussiert auf die Streitigkeiten zwischen Drehbuchautor Mankiewicz und Regisseur Welles über das Drehbuch zum Film.

### Kritiken
Der Film wird zu den größten Meisterwerken der Filmgeschichte gezählt. So steht Citizen Kane noch 2023 auf Rang 1 der aggregierten Bestenliste von They Shoot Pictures, Don’t They? Auch Rotten Tomatoes erfasst nahezu ausschließlich wohlwollende Kritiken, Metacritic nur Höchstwertungen.

„Orson Welles […] entwirft ein geniales Charakter- und Gesellschaftsporträt, in dem der Mythos des Amerikanischen Traums zugleich beschworen und kritisch befragt wird[.] Welles nutzt virtuos die filmtechnischen Möglichkeiten seiner Zeit; die elliptischen Montagen, die ausdrucksstarken Bildkompositionen, die raschen Perspektivwechsel wirkten bahnbrechend und setzten neue Maßstäbe.“

„Citizen Kane ist bei weitem der überraschendste und filmisch aufregendste Kinofilm, einer, den man nur alle Jubeljahre einmal finden wird. Tatsächlich kommt er dicht daran, der sensationellste Film zu sein, der je in Hollywood produziert wurde.“

„Das von Welles kunstvoll geordnete Gewirr von Rückblenden und Einschüben entpuppte sich als virtuose Spielerei, die man bis dahin auf der Leinwand nicht hatte sehen können.“

„Citizen Kane ist mehr als ein großer Film; er fasst die Erkenntnisse der sich herausbildenden Ära des Tonfilms zusammen“

„Ich verstehe erst heute, warum Citizen Kane der Film ist, der er ist und was ihn einzigartig macht; es ist der einzige Erstling, bei dem ein Berühmter Regie führte. Seine Entstehung wurde mit solcher Begeisterung erwartet, dass er gezwungen war, nicht nur den Einstieg in die Filmbranche zu schaffen, sondern den Film zu drehen, der alle anderen zusammenfasst und vorwegnimmt[.] Alles, was im Kino nach 1940 Bedeutung hat, ist von Citizen Kane beeinflusst.“

„Das Meisterwerk, das einen amerikanischen Mythos zum Thema hat, ist längst selbst zu einem Mythos geworden.“

„Grob, pedantisch, flau. Intelligent ist es auch nicht (…) Citizen Kane wird auf gleiche Weise überdauern wie gewisse Filme von Griffith oder Pudowkin: Niemand bestreitet ihren historischen Rang, aber keiner sieht sie sich ein weiteres Mal an.“

„Ich glaube, die Kameraarbeit ist ziemlich gut, die Darsteller sind mittelmäßig, und das Ganze etwas langweilig… Herrn Welles’ abgehobene Regie ist von jener überschlauen Sorte, die einen daran hindert zu erkennen, wovon der Film handelt.“

„Dank seiner schier unglaublichen Dichte, seiner künstlerischen Perfektion und seinem enormen Einfluss gilt ‚Citizen Kane‘ gerechterweise als bester Film aller Zeiten, als Lieblingsfilm – und hier setzt das Problem mit solcherlei Bezeichnung ein – wird ihn aber kaum ein Filmfan anführen. Er verfügt über keine Identifikationsfigur, lässt emotionale Anteilnahme vermissen und gibt seinem Zuschauer keine Weisheiten mit auf den Weg – außer vielleicht der Erkenntnis, dass Geld nicht glücklich macht, aber das ist auch nicht gerade neu[.] Ein Meisterwerk, das so weit oben schwebt, dass der Kontakt zum Gehirn des Filmfreunds noch besteht, zum Herzen aber bereits abgerissen ist.“

„Ein epochaler Film als Ausstellung der Filmgeschichte, die an Stilen, Stimmungen, Perspektiven, Tricks, Gegenständen, Charakteren und Dekors alles enthält, was Hollywood bis dahin nur versprach und so komprimiert nicht wieder zeigte.“

## Auszeichnungen
Citizen Kane erhielt im Jahr 1942 neun Oscar-Nominierungen in den Kategorien Bester Film, Beste Regie, Bester Hauptdarsteller (jeweils Orson Welles), Bestes Originaldrehbuch (Herman J. Mankiewicz und Orson Welles), Bester Schnitt (Robert Wise), Bestes Szenenbild (Perry Ferguson, A. Roland Fields, Van Nest Polglase und Darrell Silvera), Beste Kamera (Gregg Toland), Bester Ton (John Aalberg) und Beste Filmmusik (Bernard Herrmann). Orson Welles war die erste Person, die gleichzeitig in vier verschiedenen Kategorien für den Oscar nominiert wurde.
Während der Verleihungszeremonie wurde der Film vom Publikum bei jeder Erwähnung ausgebuht, was vor allem auf William Randolph Hearsts Einfluss zurückzuführen war. Citizen Kane gewann schließlich die Trophäe für das Beste Originaldrehbuch. Auch Orson Welles’ Dankesrede wurde von Buhrufen begleitet.
Im Jahr 1941 erhielt der Film einen National-Board-of-Review-Award und einen New-York-Film-Critics-Circle-Award. 1989 wurde Citizen Kane als einer der ersten Filme in das National Film Registry aufgenommen.
1998 und 2007 wählte das American Film Institute Citizen Kane auf den ersten Rang der 100 besten US-amerikanischen Filme. Der Begriff „Rosebud“ erreichte im Jahr 2005 den 17. Platz der besten Filmzitate.

## Restaurierte Fassung 2009
2009 erschien eine restaurierte Fassung des Films auf DVD; Bild und Ton wurden aufbereitet. Außerdem enthält die DVD eine Dokumentation über die Restaurierung selbst, einen Audiokommentar des emeritierten Filmwissenschaftlers Thomas Koebner, der über die Faszination, die Zeitlosigkeit und die komplexen Hintergründe des Films spricht, sowie Welles’ ersten Kurzfilm The Hearts of Age aus dem Jahr 1934 (er inszenierte ihn gemeinsam mit William Vance).

## Anspielungen in anderen Werken
Aufgrund der Bedeutung und Bekanntheit von Citizen Kane wurde der Film in zahlreichen anderen Werken imitiert, parodiert und zitiert. So enthält Woody Allens Mockumentary Zelig (1983) eine Sequenz, die der Nachrichtensendung in Citizen Kane nachempfunden ist.
In einer Folge der Zeichentrickserie The Real Ghostbusters wird das Team zu einem Einsatz in eine Villa gerufen. Der dort spukende Geist artikuliert sich einzig durch das Wort „Rosebud“ und soll die Verkörperung von Charles Foster Kane sein. Nach längerer Suche entdecken die „Ghostbusters“ einen Schlitten mit ebendieser Aufschrift. Auf Umwegen kommt der Geist dann endlich in den Besitz des Schlittens, was, wie sich herausstellt, Sinn und Zweck des Einsatzes war. Am Ende der Folge fährt der Geist mit seinem Schlitten „selig einen verschneiten Berg hinab“.
Zahlreiche Anspielungen auf den Film finden sich auch in einzelnen Episoden der US-amerikanischen Zeichentrickserie Die Simpsons. So werden in der Folge Rosebud – deutscher Titel: Kampf um Bobo – (USA 1993, D 1995), die ersten Sequenzen des Films komplett parodiert. Neben dem Titel der US-Fassung (der in der Folge selbst nicht mehr auftaucht) finden sich diverse weitere Bezüge – angefangen mit der langsamen Kamerafahrt über die Zäune von Xanadu: Springfields Atomkraftwerksbetreiber Charles Montgomery Burns übernimmt die Rolle des Charles Foster Kane – freilich mit dem feinen Unterschied, dass dieser sich freudig von seinen Eltern trennt, um ein Leben in Reichtum anzustreben. Und statt des Schlittens versinkt ein Teddybär im Schnee, der nach zahlreichen Wirrungen in den Besitz von Maggie Simpson gerät.
In der Episode „Regie: Al Bundy“ der Sitcom Eine schrecklich nette Familie drehen Al Bundy und seine Tochter Kelly einen Kurzfilm mit dem Titel „Sheos“, an dessen Ende der Hauptdarsteller mit einem Schuh in der Hand sterbend „Rosebud“ ausspricht.
In Ab durch die Hecke (2006) von DreamWorks Animation haucht das Opossum Ozzie, als es einen dramatischen Tod vorgaukelt, nach Anblick eines Rosenbusches das Wort Rosebud, bevor es zusammenbricht.
Bei der Columbo-Folge Mord per Telefon (1978) wurde das Wort Rosebud von Citizen Kanes Schlitten benutzt, um abgerichtete Hunde auf das Opfer zu hetzen. In dieser Folge spielte auch Kim Cattrall mit, die drei Jahre zuvor bei dem Film Unternehmen Rosebud (Originaltitel Rosebud) mitwirkte.
Im Russ-Meyer-Film Drüber, drunter und drauf wird der Begriff ebenfalls benutzt, da der Charakter „Margo Winchester“, dargestellt von Raven de la Croix, ein Rosentattoo trägt.
Im österreichischen Film Müllers Büro ist Rosebud das letzte Wort der ermordeten Prostituierten Maria; gleichwohl wird das zitierte Wort dort (gewollt?) dem Film M zugeordnet. Außerdem enthält das Titellied mehrfach den Satz „Und wenn er alt ist, ist er reich – wie Citizen Kane“.
Der Beginn des letzten Kapitels des Disney-Comics Onkel Dagobert – Sein Leben, seine Milliarden von Don Rosa zitiert den Film und deutet so die Parallelen zwischen Dagobert Duck und Charles Foster Kane an. Nach einem Leben voller Ruhm, Abenteuer und Reichtum hat sich Dagobert Duck in seine Privatvilla zurückgezogen. Die gemeinsamen Elemente sind das eine erleuchtete Fenster in der Dunkelheit, die Schneekugel und der Stil der Fernsehreportage, in der auf das Leben des Protagonisten zurückgeblickt wird.
Im Film Independence Day heißt die Landestelle der Aliens in der Wüste von Nevada, von der selbst der Präsident der Vereinigten Staaten nichts weiß, Rosebud, was zudem auch eine indirekte Anspielung auf den legendären Roswell-Zwischenfall darstellt. An dieser Stelle wird ein Labor errichtet, in dem sich ein noch flugtaugliches UFO befindet, das Will Smith zum entscheidenden Angriff auf das Computersystem der Aliens steuert.
Die Band The White Stripes setzten den Text des Songs The Union Forever aus Zitaten des Films zusammen.
Im Computerspiel Wolfenstein 3D (1992) lautet der Sterbeausruf des Endgegners in der sechsten Episode, General Fettgesicht, „Rosenknospe!“ – die wörtliche deutsche Übersetzung von „Rosebud!“ Es handelt sich dabei um eine beabsichtigte Referenz auf Citizen Kane und hat keine tiefere Bedeutung.
In der Computerspieleserie Die Sims wird als Cheatcode für zusätzliches Geld der Begriff Rosebud verwendet.
Im Comic Alfred Jodocus Kwak von Harald Siepermann und Hans Bacher nach einer Erzählung von Herman van Veen ist Rosebud ironischerweise das letzte Wort des fliehenden Königs oder eines der Mitglieder seines Hofstaats, nachdem sie von einer Biene verjagt worden sind. Im vorletzten Panel auf Seite 56 ist neben den Ausrufen des fliehenden Hofstaats und der fallenden Krone eine Sprechblase mit dem Ausspruch Rosebud… zu sehen.
Im Film Der Biss der Schlangenfrau behauptet die Schlangenfrau Lady Sylvia Marsh, dass sie in ihrer Kindheit aufgrund eines Schlangenbisses eine Zeitlang gelähmt war. Seitdem sei sie von Schlangen gleichermaßen abgestoßen wie fasziniert. Wenig später wirft sie ein Brett des Spieles „Snakes and Ladders“ in das Kaminfeuer und kommentiert dies mit dem Wort „Rosebud“.
In der Folge Der Ersatz-Detektiv der Fernsehserie Magnum von 1984 erhält Thomas Magnum telefonisch einen Auftrag von Robin Masters. Das für die Ausführung benötigte Computerpasswort lautet „Rosebud“.
In der Folge Harley and Ivy der Zeichentrickserie Batman: The Animated Series steht auf dem Nummernschild des Fluchtautos der pflanzenaffinen Schurkin Poison Ivy „ROSE BUD“ (Rosenknospe).
Auch im Film The Return of Captain Invincible (1983) trägt die am Anfang als Exposition gezeigte Wochenschausendung den Namen News on the March.